# Syngrapha borealis
Syngrapha borealis là một loài bướm đêm trong họ Noctuidae.